# Mumika
Mumika är ett periodiskt vattendrag i Burundi.   Det ligger i provinsen Cankuzo, i den nordöstra delen av landet, 150 km öster om huvudstaden Bujumbura.
I omgivningarna runt Mumika växer huvudsakligen savannskog. Runt Mumika är det ganska tätbefolkat, med 120 invånare per kvadratkilometer.